# C19/C20 (разъём)
Разъёмная пара (штекер-гнездо) для подключения оборудования к сети питания, как правило применяется в устройствах, монтируемых в телекоммуникационную стойку.
Полное название: IEC-320-C19/IEC-320-C20
Заземленный разъем с фиксированной полярностью подключения. Используется в некотором IT-оборудовании, где требуются большие токи, например в мощных рабочих станциях или серверах, источниках бесперебойного питания, сетевых роутерах и т. п. Также используется в некотором медицинском оборудовании. Выполнен в формфакторе прямоугольника со штырями, параллельными длинной стороне.
| Штекер (Папа) | Гнездо (Мама) | Диаграмма | Расстояние между, центрами штырей (mm) | Заземление | Класс защиты | Разрешен сменный разъем? | Максимальный ток (A) | Максимальная температура штырей (°C) | Примеры использования |
| ------------- | ------------- | --------- | -------------------------------------- | ---------- | ------------ | ------------------------ | -------------------- | ------------------------------------ | --- |
| C20           | C19           |           | 13 (H) 8 (V)                           | Да         | I            | Да                       | 16                   | 70                                   | Обычно на промышленных серверах и источниках питания для Телекоммуникационных стоек, PowerMac G5 (конец 2005 года), Cisco 6500 Series Power Supplies, Cisco UCS 5108 Chassis, Nexus 7000 Series Core Router Power Supplies. |